# Groupie Love
«Groupie Love» (с англ. — «Любовь групи») — песня американской певицы и автора песен Ланы Дель Рей, выпущенная как третий промосингл к пятому студийному альбому Lust for Life и записанная при участии рэпера ASAP Rocky. Песня была издана 12 июля 2017 года на лейблах Interscope и Polydor. Авторами песни являются Лана Дель Рей, Раким Майерс (ASAP Rocky) и Рик Ноуэлс.

## История создания
8 июля 2017 года короткий отрывок «Groupie Love» просочился в сеть. Композиция вызвала многочисленные обсуждения среди поклонников Дель Рей по поводу того, будет ли песня выпущена в качестве очередного сингла в поддержку грядущего альбома Lust for Life. 10 июля исполнительница объявила о том, что официальная премьера песни состоится 12 июля на радиостанциях Beats 1 и BBC Radio 1 одновременно с релизом песни «Summer Bummer».
Как и было объявлено, 12 июля 2017 года на радио состоялась премьера песни. В одном из интервью певица призналась, что «Groupie Love» вдохновлена атмосферой, царящей на концертах ASAP Rocky, и назвала композицию «очень неторопливым и мечтательным» треком. В день релиза в цифровых магазинах был открыт и предзаказ альбома Lust for Life, в трек-листе которого песня оказалась под седьмым номером. В тот же день в соцсетях Лана Дель Рей представила промо-обложку песни, на которой ASAP Rocky фигурирует как Flacko.
«Groupie Love» стала первой совместной песней Ланы Дель Рей и Ракима Майерса, написанной для альбома, однако перед самой записью ASAP Rocky решил переписать свой куплет, из-за чего пришлось менять аранжировку. Тем не менее, по мнению Дель Рей, такое «изменение в последнюю минуту было к лучшему».

## Реакция критиков
Обозреватель The Guardian, Харриет Гибсон, говоря о том, что повествование в песне ведётся от имени преданной фанатки рок-музыканта, заметила, что лирика песни отличается «типичными для Дель Рей строчками» вроде: «В этом вся моя жизнь, ты рядом со мной / Лайм и парфюм, и фестивали». Джо Гоггинс, рецензент британского журнала Drowned in Sound, отметил: «„Groupie Love“, судя по лирике, — это то, что скорее бы подошло для прошлого альбома, если бы не уверенный вклад Rocky».
Брэдли Стёрн из PopCrush назвал песню «опьяняющей и мечтательной одой рок-звезде». Алекса Кэмп из издания Slant также отметила мечтательность композиции. Она обратила внимание на «звучный и запоминающийся» вокал Дель Рей и охарактеризовала жанр песни как «ретро-поп», а Эрик Томпсон положительно оценил элементы трэпа в мелодии.

## Список композиций
| №  | Название                                | Автор(ы)                                | Продюсер(ы)                              | Длительность |
| -- | --------------------------------------- | --------------------------------------- | ---------------------------------------- | ------------ |
| 1. | «Groupie Love» (при участии A$AP Rocky) | Лана Дель Рей, Раким Майерс, Рик Ноуэлс | Дель Рей, Ноуэлс, Киерон Мэнзис, Дин Рид | 4:24         |

## Участники записи
Данные взяты из буклета альбома Lust for Life.
| - Лана Дель Рей — вокал, бэк-вокал, автор, продюсер - Раким Майерс — вокал, бэк-вокал, автор - Рик Ноуэлс — автор, продюсер, меллотрон, вибрафон, синтезатор, пианино - Дин Рид — продюсер, звукорежиссёр, сведение, бас-гитара, вокодер, барабаны, звуковые эффекты - Киерон Мэнзис — продюсер, звукорежиссёр, сведение, клавишные, барабаны, перкуссия, синтезатор | - Тревор Ясуда — звукорежиссёр, клавишные - Эктор Дельгадо — звукорежиссёр, звуковые эффекты - Зак Рэй — барабаны, перкуссия, бас-гитара, электрогитара, синтезатор - Арон Стерлинг — барабаны - Девид Левита — электрогитара - Беркей Бирекикли — перкуссия - Майти Майк — перкуссия | - Мастеринг произведен Адамом Аяном на студии Gateway Mastering, Портленд, штат Мэн, США - Трек издан на ASAP Rocky Music Publishing LLC/Sony/ATV Songs LLC (BMI)/R-Rated Music при поддержке EMI April Music Inc. (Global Music Rights)/Sony/ATV Music Publishing (ASCAP) |

## История релиза
| Регион | Дата                                        | Формат               | Лейбл               | П.    |
| ------ | ------------------------------------------- | -------------------- | ------------------- | ----- |
| Земля  | 12 июля 2017 (вместе с предзаказом альбома) | цифровая дистрибуция | Interscope, Polydor | [ 3 ] |

## Чарты
| Чарт (2017)    | Высшая позиция |
| -------------- | -------------- |
| Франция        | 142            |
| Новая Зеландия | 8              |